# Ítanos (municipi)

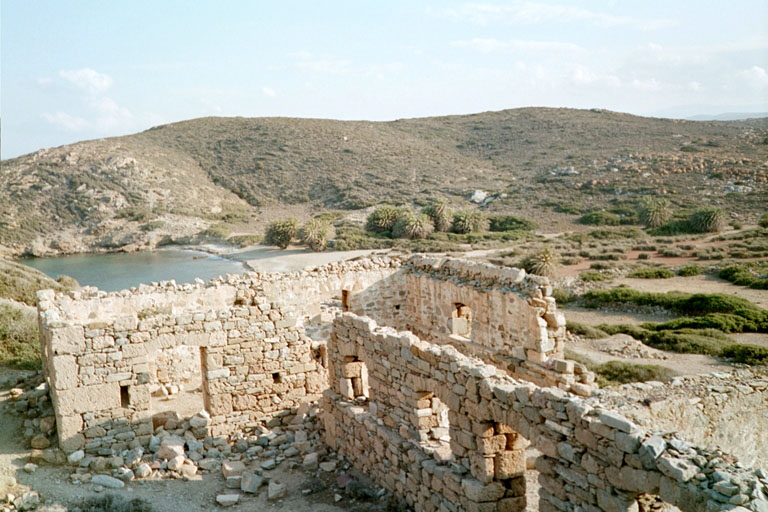
Ruines de l'antiga ciutat d'Itanos

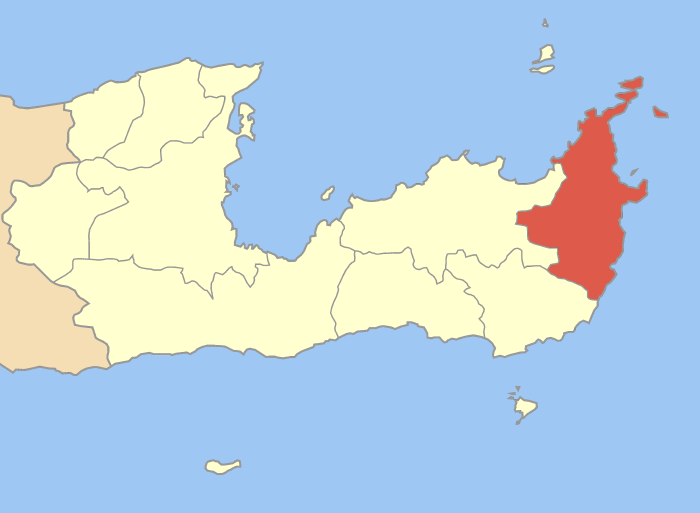
El municipi d'Itanos a la prefectura de Lassithi

Ítanos (grec Ίτανος) és un municipi a l'extrem est de l'illa grega de Creta, a la prefectura de Lassithi. Inclou les illes d'Elassa i Grantes. Té una població d'uns 2 mil habitants. La capital del municipi és Palékastro (Palaikastro).
El nom del municipi li ha estat donat per l'antiga ciutat d'Itanos.